# Фёрштеттен
Фёрштеттен (нем. Vörstetten) — община в Германии, в земле Баден-Вюртемберг. 
Подчиняется административному округу Фрайбург. Входит в состав района Эммендинген.  Население составляет 2955 человек (на 31 декабря 2010 года). Занимает площадь 7,89 км².
Коммуна подразделяется на 2 сельских округа.